# Meritxell Mateu i Pi
Pour les articles homonymes, voir Mateu et Pi (homonymie).
Meritxell Mateu i Pi (née le 19 janvier 1966 en Andorre) est une femme politique et historienne andorrane. Elle est ministre des Affaires étrangères de l'Andorre du 2 mai 2007 au 4 juin 2009. En octobre 2019, elle devient professeure d’histoire géographie au lycée Comte-de-Foix.

## Biographie
Elle est licenciée en histoire de l'université Paul-Valéry de Montpellier.
Elle est ambassadrice en France, au Conseil de l'Europe et de l'UNESCO de 1995 à 1997. Puis auprès de l'Union européenne, de la Belgique et du Luxembourg en 1997, puis aux Pays-Bas en 1998, au Danemark en 1999, en Allemagne de 1999 à 2004, en 2001 en Slovénie.
En 2005, elle devient ministre du Logement, de la Jeunesse, de l'Enseignement supérieur et de la Recherche jusqu'à sa nomination comme ministre des Affaires étrangères en 2007. Elle reste à ce poste jusqu'en 2009.